# Calligonum rubescens
Calligonum rubescens är en slideväxtart som beskrevs av G.E. Mattei. Calligonum rubescens ingår i släktet Calligonum och familjen slideväxter. Inga underarter finns listade i Catalogue of Life.